# Fios de Kirschner

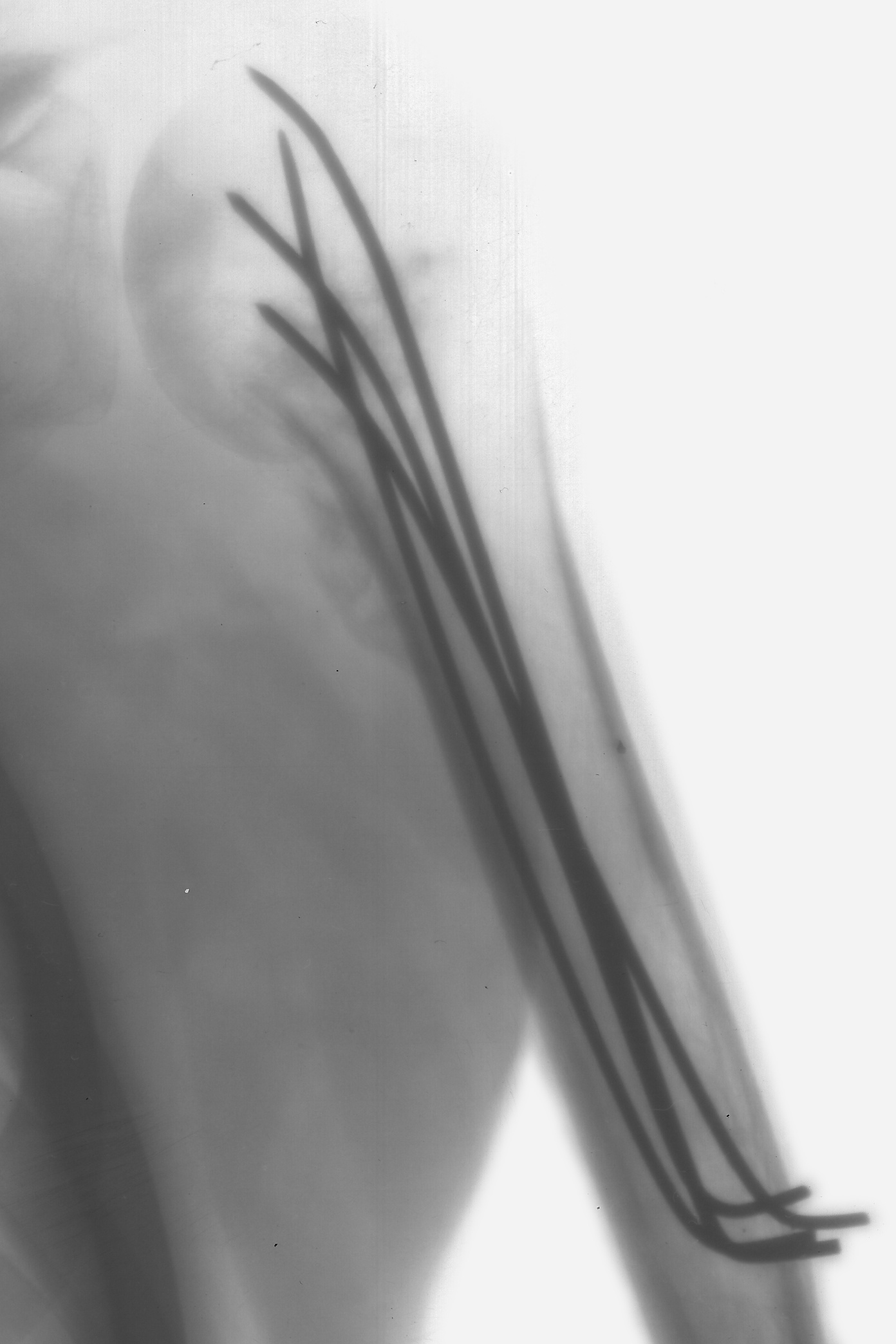
Radiografia intraoperatória de uma fixação do úmero com fios de Kirschnner

Os fios de Kirschner ou K-fios ou apenas pinos, são fios esterilizados, afiados, feitos de aço inoxidável liso. Foram inventados em 1909 pelo médico e cirurgião alemão Martin Kirschner, os fios são hoje amplamente utilizados em cirurgias ortopédicas e outros tipos de cirurgia médica e veterinária.
São fabricados em diferentes tamanhos e são usados para manter fragmentos ósseos juntos (fixação com pino) ou para fornecer um ponto de ancoragem para tração esquelética. Os pinos são muitas vezes inseridos no osso através da pele (fixação percutânea) utilizando um perfurador elétrico ou manual.

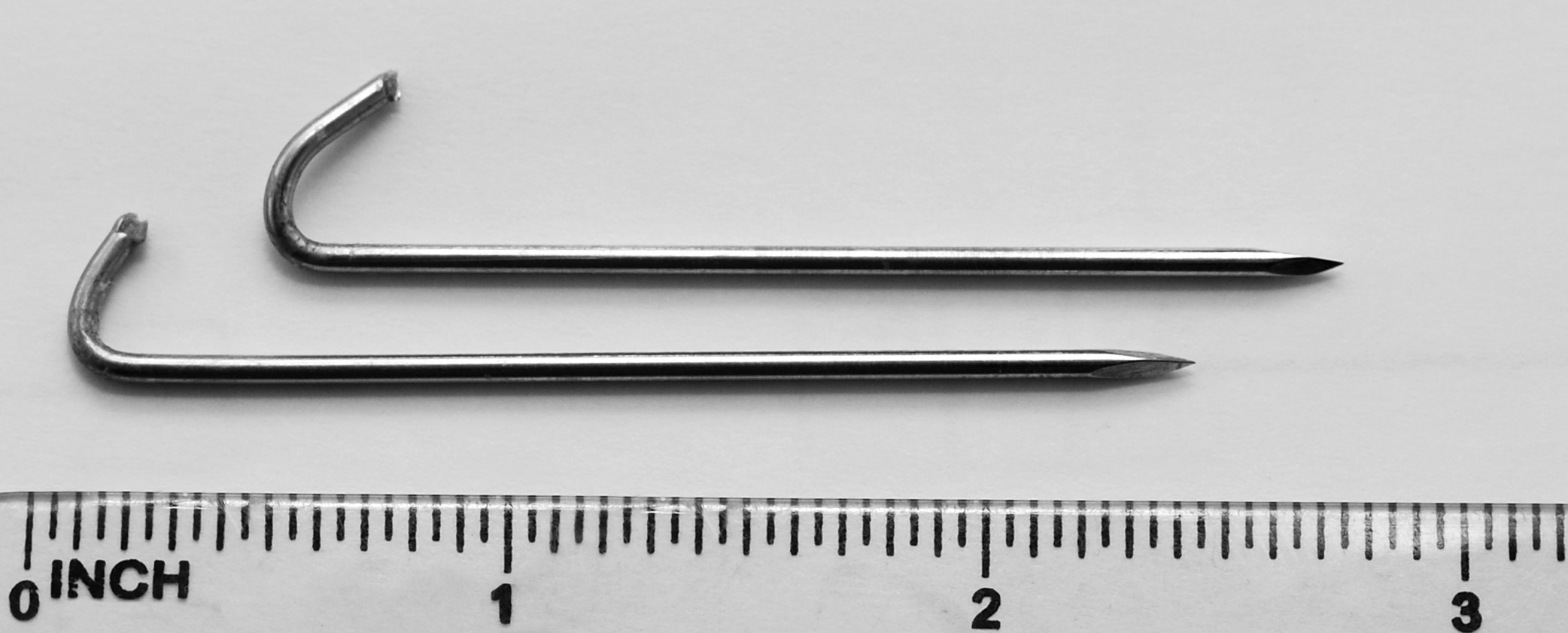
Fixação de uma fratura do rádio distal com fios de Kirschner

## Variações e Classificação
De acordo a estrutura física:
- Os Fios-K rosqueados, utilizados em situações em que a migração do pino é frequente, anulando forças biomecânicas e físicas, como a força da gravidade, forças de alavanca, forças de contração muscular, forças ligamentares).
- Fios-K com ponta cônica única.
- Fios-K com ponta cônica em ambas extremidades.
- Fios-K com ponta trifacetada.
- Fios-K com ponta bifacetada.
- Fios-K com Oliva.
- Os pinos de Schanz, normalmente chamados assim pinos com diametro maior a 1.4mm na nomeclatura internacional.
- Os "pinos de Denhan" são varetas com rosqueamento central, intercalado por extremidades lisas. Eles são usados para tração esquelética de engate ou em fixadores ósseos externos.

De acordo a estrutura química:
- Fios-K de aço: fabricados em aço inoxidável 316L (austenítico).
- Fios-K de titânio: fabricados em titânio F136.

De acordo a estrutura físico-química:
- Fios-K elásticos: fabricados com nitinol (liga de TiNi).

## Indicações
- Os fios-k são usados para fixação temporária durante algumas cirurgias. Após a fixação definitiva são normalmente retirados. Deste modo, utilizados como fixação temporária, são removidos normalmente entre 4 e 8 semanas de pós-operatório.[1]
- Os fios podem ser usados como fixação definitiva em fraturas com fragmentos pequenos ou instáveis (p. ex. fraturas do punho e fraturas e luxações na mão). Em determinadas situações, são usados para fixação óssea intramedular como na  Ulna.
- Os fios-K rosqueados, utilizados em situações em que a migração do pino é frequente, anulando forças biomecânicas e físicas, como a força da gravidade, forças de alavanca, forças de contração muscular, forças ligamentares).
- Banda de tensão
- Tração esquelética
- Fixação articular temporária
- Fios-k podem ser usados como fio-guia na inserção de parafusos Canulados, aumento assim a precisão de inserção.
- Fios-k elásticos podem ser usados em alguns tipos fraturas de clavícula.
- Fios-k também formam parte do fixador de Ilizarov.

## Complicações
- Infeção no trajeto do pino: Nas fixações percutâneas com sepultamento, devido a ser introduzido no osso através da pele, eles formam uma um trajeto pelo qual é potencialmente possível passagem e migração de bactérias, vírus ou fungos ao osso, causando infecção óssea, denominada osteomielite. Em tais casos, a área ao redor do pino, se torna vermelha e inchada e pode haver secreção de pús. Normalmente a infecção é resolvida com a remoção do pino.
- Em fixações percutâneas temporárias, nas fraturas de ossos do punho, os pinos são normalmente deixados expostos e realizado um semi círculo para prevenir o deslocamento do pino ou sepultamento por cicatrização. Com a mesma finalidade há olivas metálicas, inseridas por pressão na extremidade exposta.
- Geralmente os cirurgiões recomendam a higiene e limpeza no local de inserção do pino, a frequência e o tipo solução antisséptica dependem da bibliografia e experiência pessoal do médico cirurgião.